# Xavier Barroso i Mayordomo
Xavier Barroso i Mayordomo (Caldes de Montbui, 14 de novembre de 1992) és un jugador d'hoquei sobre patins català, que juga de migcampista a la União Desportiva Oliveirense des de la temporada 2018/19.
Va començar a jugar de ben petit al club del seu poble, el Club Hoquei Caldes, fins que als 13 anys es va incorporar als equips base del Futbol Club Barcelona. La temporada 2011/12 va debutar amb el primer equip del FC Barcelona, quan encara júnior, disputant 151 minuts i marcant 2 gols. La temporada 2012/13 va ser cedit al Club d'Esports Vendrell obtenint excel·lents resultats. Més enllà d'aconseguir la Copa espanyola i la Copa de la CERS amb l'equip penedesenc, va fer 20 gols a Lliga. A la següent temporada, el FC Barcelona va recuperar Barroso i li renovà el contracte fins a la temporada 2016/17, amb dret d'opció per a les dues darreres. Després de ser renovat una temporada més, al febrer de 2018 se sabé que la UD Oliveirense estava interessat en ell. Fou així com, dos mesos després, s'anuncià el seu fitxatge pel club portuguès de cara a jugar la temporada següent.

## Palmarès

### CE Vendrell
- 1 Copa de la CERS (2012/13)
- 1 Copa del Rei / Copa espanyola (2013)[5][6]

### FC Barcelona
- 3 Copes d'Europa (2013/14,[7] 2014/15, 2017/18)
- 1 Copa Continental (2014/15)
- 2 Supercopes espanyoles (2011/12, 2013/14)
- 6 OK Lligues / Lligues espanyoles (2011/12, 2013/14, 2014/15, 2015/16, 2016/17, 2017/18)
- 4 Copes del Rei / Copes espanyoles (2012, 2016, 2017, 1018)

### Selecció espanyola
- 2 Campionats del Món "A" (2011, 2013)
- 1 Copa Llatina (2012)
- 1 Campionat del Món júnior (2011)
- 1 Campionat d'Europa juvenil (2007)